# Leptobotia curta
Leptobotia curta је зракоперка из реда Cypriniformes и фамилије Cobitidae.

## Угроженост
Подаци о распрострањености ове врсте су недовољни.

## Распрострањење
Врста има станиште у Јапану и Кини.

## Станиште
Станиште врсте су слатководна подручја.